# اریک ایسرائلیان
اریک ایسرائلیان (ارمنی: Էրիկ Իսրայելյան؛ انگلیسی: Eric Esrailian) تهیه‌کننده فیلم، انسان‌دوست، پزشک و کارآفرین ارمنی‌تبار اهل ایالات متحده آمریکا است. وی عضو هیئت مدیره موزه آکادمی تصاویر متحرک می‌باشد. وی پزشک در مدرسه پزشکی دیوید گفن دانشگاه کالیفرنیا، لس آنجلس نیز می‌باشد.

## آثار
- قول (۲۰۱۶)
- من تنها نیستم (۲۰۱۹)